# Austrophorocera rusti
Austrophorocera rusti là một loài ruồi trong họ Tachinidae.